# Дорошенко, Михаил Трофимович
Михаил Трофимович Дорошенко (1918-1986) — старшина Советской армии, участник Великой Отечественной войны, полный кавалер ордена Славы.

## Биография
Михаил Трофимович Дорошенко родился 6 ноября 1918 года в селе Залевки (ныне — Смелянский район Черкасской области Украины). После окончания школы и рабфака трудился бухгалтером на Шполянским пищекомбинате. 19 декабря 1943 года Дорошенко был призван на службу в Рабоче-Крестьянскую Красную Армию и в январе 1944 года был направлен на фронт Великой Отечественной войны. Участвовал в освобождении Украинской и Молдавской ССР, Польши, боях в Германии. Воевал командиром отделения разведки штабной батареи 931-го артиллерийского полка 373-й стрелковой дивизии 78-го стрелкового корпуса 52-й армии. Два раза был ранен.
Неоднократно отличался в боях. Так, 30 мая — 3 июня 1944 года Дорошенко, находясь на наблюдательном пункте, обнаружил местонахождение 8 артиллерийских и миномётных батарей, 14 орудий, 2 скопления пехоты, 4 скопления танков, 25 пулемётов, передав их координаты артиллеристам. При отражении немецких контратак в те дни он уничтожил 9 солдат противника. За это 15 июня 1944 года Дорошенко был награждён орденом Славы 3-й степени.
20 августа 1944 года Дорошенко, проводивший разведку, обнаружил местонахождение 3 огневых точек и 1 миномётной батареи, что позволило уничтожить их. 23 августа 1944 года при продвижении вперёд разведчики, в числе которых был и он, столкнулись с превосходящими силами противника и приняли бой. В тот раз они уничтожил 6 вражеских солдат, а остальных, всего около 50 человек, заставили сдаться в плен. 25 августа 1944 года при штурме румынского города Хуши Дорошенко лично уничтожил 10 вражеских солдат. В ходе последующего наступления он уничтожил 8 и взял в плен ещё 10 солдат и офицеров противника. За это Дорошенко 29 октября 1944 года был награждён орденом Славы 2-й степени.
12 января 1945 года на Сандомирском плацдарме Дорошенко обнаружил миномётную батарею и 3 станковых пулемёта, что позволило подавить их артиллерийским огнём. В ходе дальнейшего продвижения он автоматным огнём уничтожил 8 солдат противника. За это Дорошенко 1 февраля 1945 года вторично был награждён орденом Славы 2-й степени. 22 апреля 1969 года Указом Президиума Верховного Совета СССР Дорошенко был перенаграждён орденом Славы 1-й степени.
В июне 1946 года в звании старшины Дорошенко был демобилизован. Проживал в городе Смела Черкасской области Украинской ССР, работал бухгалтером на местной лесоторговой базе. Умер 14 сентября 1986 года, похоронен на кладбище села Плоское Смелянского района Черкасской области Украины.

## Награды
- Орден Отечественной войны 1-й степени (06.04.1985);
- Орден Славы 1-й степени (22.04.1969);
- Орден Славы 2-й степени (29.10.1944);
- Орден Славы 3-й степени (15.06.1944);
- Медали.